# Parasemia flavoradiata
Parasemia flavoradiata är en fjärilsart som beskrevs av Karl Schawerda 1908. Parasemia flavoradiata ingår i släktet Parasemia och familjen björnspinnare. Inga underarter finns listade i Catalogue of Life.